# Joseph L. Coffey
Mons. Joseph Lawrence Coffey (* 31. května 1960, Rochester) je americký římskokatolický duchovní a pomocný biskup arcidiecéze vojenských služeb USA.

## Život
Narodil se 31. května 1960 v Rochesteru ve státu Minnesota.
Po absolvování Archbishop John Carroll High School v Radnoru (Pensylvánie) nastoupil na La Salle University. Věnoval se studiu angličtiny a francouzštiny. Jeden rok strávil na Sorbonne Université v Paříži.
Po studiu se stal učitelem, instruktorem lyžování ve Švýcarsku a pracoval také v automobilovém průmyslu v Německu a Belgii.
Vstoupil do kněžského semináře St. Charles Borromeo Seminary.
Roku 1992 vstoupil do kandidátského programu pro kaplany Námořnictva Spojených států amerických.
Dne 18. května 1996 byl arcibiskupem Anthony Josephem Bevilacquou vysvěcen na kněze a inkardinován do filadelfské arcidiecéze. Stal se farním vikářem farnosti svaté Kateřiny Sienské ve Filadelfii. V září 2001 se stal aktivním vojenským kaplanem námořnictva.
Stal se kaplanem bojového útočného praporu na Okinawě a poté na USS George Washington (CVN-73). Sloužil také v United States Coast Guard Training Center Cape May. Strávil také sedm měsíců v Camp Leatherneck během války v Afghánistánu.
Dne 22. ledna 2019 jej papež František jmenoval pomocným biskupem arcidiecéze vojenských služeb USA a titulárním biskupem z Arsacalu. Biskupské svěcení přijal 25. března 2019 z rukou arcibiskupa Timothy Broglia. Spolusvětiteli byli kardinál Timothy Dolan a arcibiskup Charles J. Chaput.